# ماجد إغبارية
ماجد إغبارية (1958- 2002)، عالم نظم معلومات. اسمه الكامل ماجد حردان إغبارية من عرب 48، كان بروفسوراً في جامعة تل أبيب. ولد لأبوين فقيرين في قرية معاوية بجانب مدينة أم الفحم بفلسطين بتاريخ 16 شباط، 1958م، وتوفي بتاريخ 3 آب، 2002م. خلال فترة حياته القصيرة، حيث توفي عن عمر 44 سنة حصل على درجتي بروفسورية وحقق إنجازات بحثية في مجال نظم المعلومات جعلته أحد أبرز الباحثين في هذا المجال على الإطلاق  فضلاً عن حصول عدد من أوراقه البحثية على جوائز أفضل ورقة بحثية في مجالاتها. بدءاً من 2004 قامت رابطة مكائن الحوسبة ACM بإطلاق اسمه على جائزة أفضل ورقة بحث في مجال نظم المعلومات.

## حياته وصفاته
- توفيت والدته سنة 1967م، ورغم أنه لم يكن الأخ الأكبر في أسرته إلا أنه تحمل مسؤولية إعالة إخوته، فخرج للعمل في البناء ولم يكن عمره يتجاوز 14 عامًا؛ وذلك ليساهم في الإنفاق على أشقائه الخمسة وشقيقاته السبع.
- وصفه أخوه حاتم إغبارية أو أبو علو بأنه كان عطوفاً وكثير الحنان على إخوته وأخواته، وأنه كان قدوةً للجميع.
- وصفه أستاذه وصديقه د.حاتم محاميد بأنه كان عبقرياً في المدرسة وكان طويل السكوت وهادئ الطبع، ولا يتكلم إلا إذا سأله أحد.
- وصفه أقرانه ومعارفه بأنه كان شديد التواضع تجاه إنجازاته العلمية وكان طويل القامة، وأنه كان بسيطاً ودمث الأخلاق.
- قال عنه أصدقائه وزملائه بأنه كان محباً للعبة كرة القدم منذ صغره، وكان يلعبها مع رفاقه في المدرسة في قريته معاوية، وأنه عندما كسرت رجله بقي متابعاًً للعبة؛ كما أكد أصدقائه الأمريكيين حبه للعبة القدم الأمريكية بعد أن سافر للدراسة في أمريكا، حيث يقول أحد زملائه من الأساتذة الأمريكيين: «كنت على مدار ثلاثين عامًا اهتم بلعبة كرة القدم وأشاهد المباريات وأعرف الفرق جميعها، وأشهر اللاعبين وجميع القوانين المتعلقة باللعبة وترتيب الفرق في لوائح الدوري، أما ماجد فبعد ثلاثة أشهر فقط من سكنه بأمريكا كان يعرف كل هذه المعلومات وأكثر مني بكثير».
- يقول صديقه د. حاتم محاميد عن البروفسور ماجد أبو علو أنه كان محافظاً وحريصاً على إقامة الصلاة في المسجد وفي كل وقت، وأنه كان يوصي أهله وأقاربه بالصلاة كآخر وصية له في حياته.
- تزوج سنة 1999م، ولديه ابن واحد أسماه «محمد»، وكان يحسن معاملة زوجته ويشاركها في تحمل أعباء البيت وتربية ابنهما الصغير وقد قال عنه صديقه د. حاتم محاميد قبل وفاته بأنه كان شديد العطف والحنان على ابنه وأنه كان لا يكلف زوجته عناء حمل ابنهما الباكي عندما تكون مشغولة في تدبير المنزل.
- وصف صديقه الحميم والمحامي حسين أبو حسين بأن إرادته من حديد وأنه ساعدته في محاربة مرضه بقوة وصلابة في آخر أيام حياته؛ كما أن الأطباء كانوا يستغربون منه كيف كان ينهض كل مرة من العملية الجراحية التي أجريت له ثم يعود إلى عمله في التدريس مباشرة؛ كما كان إنساناً متفائلاً على الدوام، لم يتذمر من مرضه أو ينبس ببنت شفة.

## علمه وعمله
- بعد أن أنهى دراسته في المرحلة الثانوية اضطر بسبب ظروفه الاقتصادية الصعبة للانقطاع عن الدراسة للعمل في مجال البناء، ثم عاد للدراسة سنة 1978م ليكمل مشواره العلمي في الجامعة العبرية بالقدس.
- حصل على شهادة البكالوريوس بامتياز من الجامعة العبرية بالقدس في تخصص الإحصاء والاقتصاد.
- بعد حصوله على شهادة البكالوريوس بسنة، عيّن معيداً في نفس الجامعة التي تخرج منها.
- أكمل دراسته في الجامعة العبرية للحصول على شهادة الماجستير في تخصص إدارة الأعمال.
- في سن الرابعة والعشرين حصل على منحة من جامعة تل أبيب لنيل شهادة الدكتوراة في تخصص النظم المعلوماتية.
- بعد حصوله على درجة الدكتوراة من جامعة تل أبيب، تم دعوته كأستاذ زائر للمحاضرة في جامعة هاواي بالولايات المتحدة، ثم محاضراًً في جامعة بروكسل في ولاية فيلادلفيا لمدة أربع سنوات، وفي تلك السنوات التي أمضاها كمحاضر في الجامعات الأمريكية حصل على لقب بروفيسور.
- بعد أن حصل البروفيسور ماجد إغبارية على شهادة الدكتوراة بتقدير امتياز في فترة وجيزة، بدأ نجمه يسطع فتعاقد مع شركة أبحاث أمريكية وتنقل بين الجامعات الأميركية يعمل مدرساً وباحثاً علمياً.
- صنّف البرفسور ماجد إغبارية عالمياً كالباحث الأول سنة 1997م في مجال النظم المعلوماتية.
- ترأس البروفسور ماجد إغبارية 17 مؤتمراً عالمياً حول النظم المعلوماتية، مما ساعد على إذاعة اسمه وانتشاره عالمياً.
- حصل على عدد من المراكز الأولى في حقول البحث العلمي منذ سنة 1991م؛ وتم رصد أبحاثه في دراسات عالمية.
- تنقل منذ سنة 1996م بين جامعة تل أبيب الإسرائيلية وجامعة كليرمونت الأمريكية.
- انضم سنة 1998م للهيئة الأكاديمية لجامعة تل أبيب، ويعتبر العربي الوحيد الذي حصل على صفة عضو في الهيئة العلمية لجامعة تل أبيب والتي يحق لها المصادقة على رسائل الدكتوراة.
- ترأس بعض الأقسام في كلية الإدارة بجامعة تل أبيب، وكان آخرها رئيس قسم النظم المعلوماتية
- احتل المركز الأول كأكثر الباحثين في مجال النظم المعلوماتية نشراً للأبحاث في الفترة من سنة 1981م إلى سنة 1991م.
- أعيد تصنيفه مرةً أخرى ليكون الباحث الأكثر إنتاجاً في مجاله للفترة من 1991 إلى 1997، وكان الفارق يبدو دائماً كبيراً بين البروفسور ماجد إغبارية وبين من كان يليه من الباحثين.
- في الدراسة الأخيرة التي قامت بها الدورية الخاصة بجمعية نظم المعلومات AIS بعنوان «تقييم للإنتاجية البحثية في الحقل الأكاديمي لتكنولوجيا المعلومات» وصلت عدد أبحاثه المنشورة إلى 23 بحثاً بمقدار تقييمي 10.58 في حين وصل عدد أبحاث من تلاه مباشرة 13 بحثا منشوراً بمقدار تقييمي 6.5.
- وكان ماجد قد صُنف وفقاً لصحيفة «يديعوت أحرونوت» العبرية والكثير من المجلات أنه أحد أكثر 10 شخصيات لها تأثيراً عظيماً في العالم.

## مرضه
- في تشرين الأول من سنة 1996م نقل البروفسور ماجد إغبارية إلى المستشفى بسبب شعوره بألم في رجليه، وتبين عندها وجود مشاكل صحية في ظهره.
- من خلال الفحوصات وصور الأشعة تبين وجود أورام سرطانية في عموده الفقري، أجريت على إثرها بعد أسبوعين عملية جراحية؛ أخبره الطبيب بعدها أنه سيعيش لمدة ثلاثة أشهر على الأكثر.
- بعد ثلاثة أسابيع من إجرائه العملية الجراحية عاد إلى التدريس، ثم اضطر للعودة إلى فلسطين لإجراء عملية جراحية أخرى في مستشفى إيخيلوف.
- أجريت له منذ عام 1996م سبع عمليات جراحية لم تمنعه من إكمال مشواره في التدريس.
- قبل شهرين من تاريخ دخوله المستشفى في كليرمونت يوم 18-7-2002م أخذت حالته الصحية في التدهور، ووضع في سرير مرضه بمساعدة أجهزة التنفس الاصطناعي والكثير من الأدوية المخدرة، حتى فارق الحياة بتاريخ 3-8-2002م.

## مواقع خارجية
- موقع إسلام أون لاين